# Prosper Marchand
Prosper Marchand (11 de marzo de 1678 - 14 de junio de 1756) fue un librero francés. Hijo de un músico del rey que, por motivos religiosos, tuvo que huir de Francia para refugiarse en La Haya. Abandona su profesión de librero hacia 1713. Fue redactor en el Journal litéraire entre 1713 y 1737. Autor de Dictionnaire historique au Mémoires critiques et littéraires, publicado en 1758. En el volumen II de dicho diccionario hace referencia al Libro de los tres impostores (Moisés, Jesucristo y Mahoma) o tratado de la vanidad de las religiones en el que puede leerse cómo se le considera un «libro quimérico, del que todo el mundo habla pero que nadie nunca ha visto y que, probablemente, sólo debe su existencia, o mejor dicho, todo el ruido que desde hace tiempo hace ese título es debido a un pensamiento libertino e impío de Simón de Tournay, doctor en filosofía y teología en la Universidad de París en el siglo XIII».

## Algunas publicaciones
Marchand tomó parte en la sátira ingeniosa Chef d'œuvre d'un inconnu, y de los principales redactores de Journal littéraire, de los mejores obras periódicas impresas en Holanda. 
- les Catalogues des bibliothèques d'Em. Bigot, 1706 ; de Jean Giraud, et de Joachim Faultrier, 1709, in-8°. Este último catálogo es raro e investiga a los curiosos, porque Marchand lo hizo preceder de su Nouveau système bibliographique (Epitome systematis bibliographici). Todos los libros se dividen en tres clases principales: la filosofía, la teología y la historia. El sistema de Marchand no ha prevalecido;[3]  pero le debe mejoras significativas en catalogografía, tales como la disposición de los libros en orden de materias, sin distinción de tamaño, la indicación exacta de títulos en diferentes idiomas, la de los autores anónimos, editores, impresores, etc. ;

- L'Histoire critique de l'Anti-Cotton, sátira compuesta por el abogado César de Plaix. Se imprime como resultado de l'Histoire admirable de don Inigo de Guipuscoa (tradujo Ch. Levier, la Haye, 1738, 2 v. in-12;

- Histoire de la Bible de Sixte-Quint, avec des remarques pour connaître la véritable édition de 1590, insérée dans les Amœnîtates litterariœ de SchelKorn, t. 4 ;

- Histoire de l'origine et des premiers progrès de l'imprimerie, la Haye, in-4°. Il y a beaucoup de recherches et d'érudition dans cet ouvrage, mais peu d'ordre et de méthode : d'ailleurs, les progrès qu'a faits, l'histoire littéraire y ont laissé apercevoir un grand nombre d'erreurs ; elles ont été relevées en partie par l'abbé Mercier de Saint-Léger, en su Supplément ;

- Dictionnaire historique, ou Mémoires critiques et littéraires concernant la vie et les ouvrages de divers personnages distingués, particulièrement dans la république des lettres, La Haye, 1758-1759, 2 tomos en 1 v. in-folio.[4] Este libro sigue al Dictionnaires de Pierre Bayle y de Chaufepié. El autor dejó el manuscrito; y Jean Nicolas Samuel Allamand, su amigo y albacea, para revisar y publicarlo. Allamand pasó cuatro años en organizar las notas de Marchand, en su mayoría escritas en pedazos de papel de manera desorganizada. Podemos ver en la advertencia del editor, todos los problemas que tenía para almacenar esos apuntes y para complementar las omisiones de Marchand. Este libro contiene muchos datos interesantes y anécdotas curiosas; y también hay un montón de meticulosidades; de estilo débil e incorrecto; hay muchos graves errores y erratas; por último, podemos culpar a la furia del autor con el que criticaba los abusos de la religión romana.

También publica una serie de libros útiles que ha enriquecido prólogos, cartas, notas y declaraciones instructivas. Le debemos una edición con notas, Lettres choisies, de Pierre Bayle, Róterdam, 1714, 3 v. in-12, que no ha sido superado por el de Desmaiseaux ; y le dio la más bella edición y más estimada del Dictionaire del famoso crítico.
Todavía se editan los siguientes libros : el Cymbalum mundi, de Bonaventure Des Périers, Ámsterdam, 1711, in-12;  siendo precedica de una Lettre critique que incluye historia, análisis y promoción de este libro; la Voyages de Jean Chardin, Ámsterdam, 1735, 4 v. in-4 ; - l'Histoire des révolutions de Hungria, por el abate Domokos Antal Ignácz Brenner, La Haya, 1739, 2 v. in-4°, o 6 v. in-12 ; los Œuvres de Brantôme (con Leduchat), ibid. 1740, 15 v. in-12 ; - les Œuvres de François Villon, ibid. 1742, in-8 ; - las Lettres du comte d'Estrades, Londres (la Haye), 1743, 9 v. in-12 ; - les Mémoires du comte de Guiche, ibid. 1744, in-12 ; - Direction pour la conscience d'un roi, par Fénelon, ibid., 1747, in-8° et in-12 ; -la Nouvelle histoire de Fénelon, ibid. 1747, in-12. (ver el artículo de Salignac en el Dictionnaire de Marchand.)